# Denaturering
 Denne artikel bør gennemlæses af en person med fagkendskab for at sikre den faglige korrekthed.

Denaturere af latin: de bort fra og natura natur. At forandre et stof så det mister sine oprindelige egenskaber, eller tilsætte et andet stof, som ændrer det første stofs anvendelighed – for eksempel denatureret sprit.

## Proteiner
At denaturere eller denaturering af naturlige proteiner kan defineres som tab af proteinets 'medfødte' struktur som er nødvendig for dets biologiske aktivitet. Det vil sige at der er sket ændringer i peptidkædernes unikke ordnede struktur i tilfældig retning. For enzymer er det meget udtalt idet enzymaktiviteten forsvinder.
Et kendt eksempel er pisket æggehvide.
Nogle proteiner er modstandsdygtige mod fordøjelse i deres naturlige tilstand, mens de er letfordøjelige i denatureret tilstand.
Denaturering af proteiner kan ske ved følgende påvirkninger:
- Varme
- Urinstof (karbamid) i høj koncentration
- Guanidinsalte
- Anioniske og kationiske sæber
- pH ekstremer
- Vandopløselige organiske opløsningsmidler
- Ultraviolet stråling
- Fotooxidation